# Stillman Valley
Stillman Valley é uma vila localizada no estado americano de Illinois, no Condado de Ogle.

## Demografia
Segundo o censo americano de 2000, a sua população era de 1048 habitantes.
Em 2006, foi estimada uma população de 1097, um aumento de 49 (4.7%).

## Geografia
De acordo com o United States Census Bureau tem uma área de
1,4 km², dos quais 1,4 km² cobertos por terra e 0,0 km² cobertos por água. Stillman Valley localiza-se a aproximadamente 275 m acima do nível do mar.

## Localidades na vizinhança
O diagrama seguinte representa as localidades num raio de 20 km ao redor de Stillman Valley.